# Spanioplon werthi
Spanioplon werthi är en svampdjursart som först beskrevs av Jörn Hentschel 1914.  Spanioplon werthi ingår i släktet Spanioplon och familjen Hymedesmiidae. Inga underarter finns listade i Catalogue of Life.